# Idők szava
Az Idők szava a Kárpátia Zenekar 2008-ban megjelent nemzetirock-albuma. Az album hivatalos lemezbemutató koncertjét 2008. november 15-én tartotta az együttes a budapesti Ice Centerben.
A borító a trianoni békeszerződésre emlékezik: egy analóg óra látható 1920 06 04 "gyári számmal". 4:32-t mutat, ami a békediktátum aláírásának időpontja. Az óra egyúttal iránytű is, mely mellett elszakított országrészek vannak felsorolva a megfelelő irányokban.

## Számok
1. Hallom az idők szavát (3:27)
2. Akkor megyek (3:27)
3. Ébredj Magyar! (3:36)
4. Mézeskalács (3:36)
5. Magyar baka (3:19)
6. Ha látok csillagot (4:20)
7. Szárba szökött a Bánáti búza (2:44)
8. Rongyos gárda (3:46)
9. Ha majd a nyarunknak vége (3:52)
10. Kraszna horka (2:30)
11. Nyakas a paraszt gazda (3:14)
12. Csángó himnusz (3:42)

## Közreműködők
- Petrás János – basszusgitár, ének
- Csiszér Levente – gitár
- Bankó Attila – dob
- Bíró Tamás – gitár
- Galántai Gábor – billentyű
- Hajas Mariann – hegedű
- Petrovity Zorán – vokál
- Bene Beáta – furulya
- Sinkovits-Vitay András – vers
- Papp Tibor – szájharmonika
- Waszlavik László – tangóharmonika
- Szabó Judit – ének
- Ráduly Levente – vokál
- Nyerges Attila – vokál
- Bakó Dorottya – vers
- Vesztergám Miklós – tárogató
- Pataky Gábor – vokál
- Horváth Zsolt – doromb
- Csikós Claudia – vers
- Csébi Dorottya – vers
- Csébi Anna Luca – vers
- Zászkaliczky Márta – vers
- Wimmer Viktória – vers